# Бульмага, Ирина
Ирина Булмага (рум. Irina Bulmaga; род. 11 ноября 1993) — румынская, ранее молдавская, шахматистка, гроссмейстер среди женщин (2012), международный мастер среди мужчин (2013).

## Биография
Воспитанница молдавского шахматного мастера Бориса Иткиса. С 2001 по 2009 год многократно побеждала на юниорских чемпионатах Молдавии среди девушек в разных возрастных категориях. Три раза подряд побеждала на чемпионатах мира среди школьниц (2005, 2006, 2007). Два раза подряд побеждала на женских шахматных чемпионатах Молдавии. С 2009 года представляет Румынию. С 2010 по 2013 год многократно побеждала на юниорских чемпионатах Румынии среди девушек в возрастных категориях U18 и U20. В 2010 году победила на женских чемпионатах Румынии по блицу и быстрым шахматам. В 2011 году стала вторым призёром на женском чемпионате Румынии по шахматам. В 2014 году победила на женском международном шахматном турнире в Брэиле. В августе 2019 года была лучшей среди женщин в турнире «А» на шахматном фестивале «РТУ Опен».
Представляла Румынию на пяти шахматных олимпиадах (2010—2018), где в индивидуальном зачёте завоевала бронзовую медаль (2014), и на трёх командных чемпионатах Европы по шахматам (2011—2015). В 2013 году представляла Румынию на командном чемпионате мира по шахматам.

## Изменения рейтинга
| Графики недоступны из-за технических проблем. См. информацию на Фабрикаторе и на mediawiki.org. |